# Tour Cristal

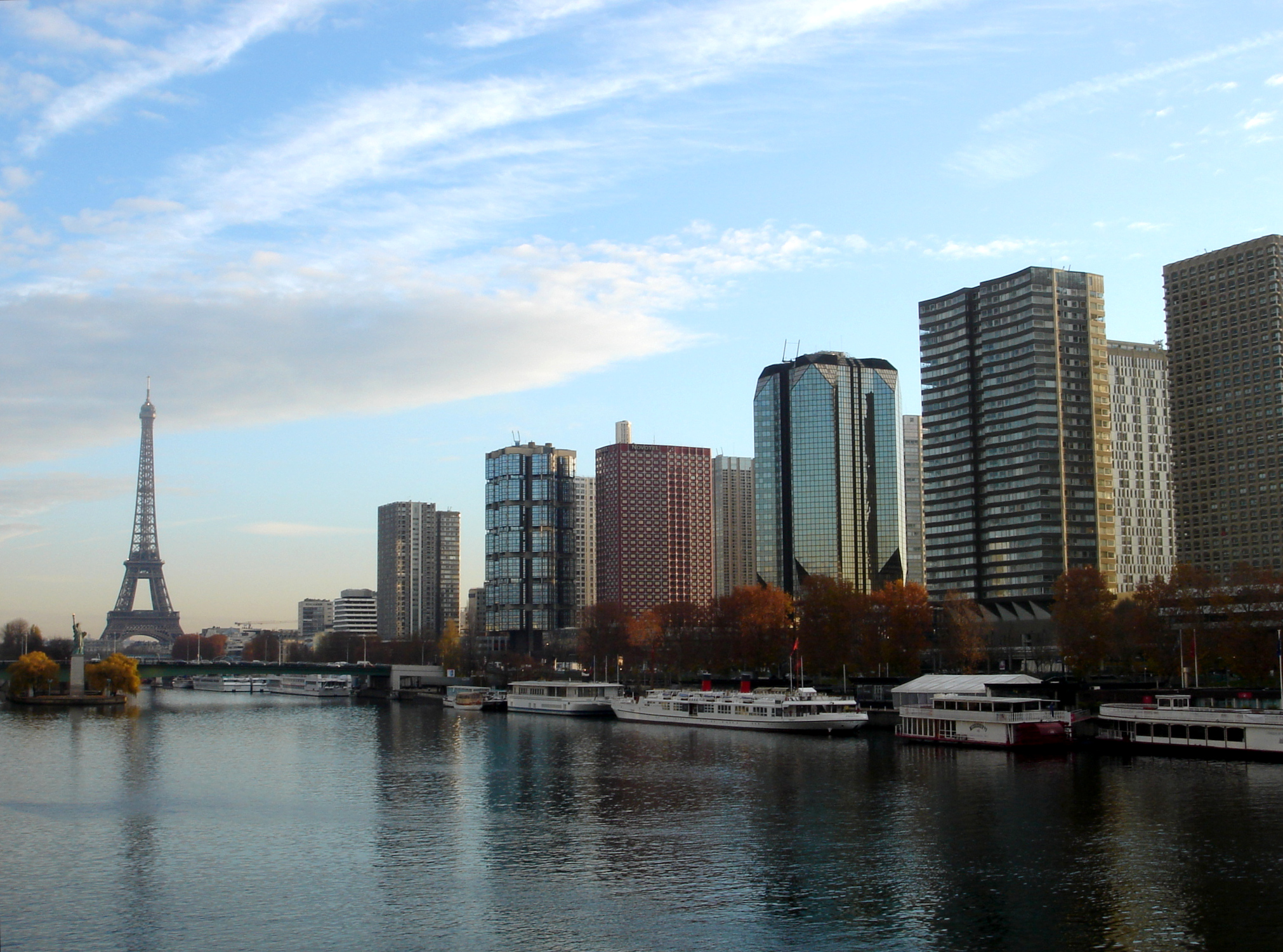
Tour Cristal, al centre, 3a a partir de la dreta.

La tour Cristal és un gratacel de despatxos situat al barri del Front-de-Seine, al  15è districte de París, a França. Obra dels arquitectes Julien Penven i Jean-Claude Le Bail fa 98 m d'alçària i compta amb 27 pisos.
Està situada a les proximitats immediates del pont de Grenelle. La seva façana de vidre en fa una de les torres més recognoscibles del Front-de-Seine, amb la tour Reflets.
És la darrera torre construïda sobre el Front-de-Seine i també a París.